# اپفاخ
اپفاخ (به آلمانی: Epfach) یک منطقهٔ مسکونی در آلمان است که در دنکلینگن واقع شده‌است.